# Ungaliophiinae
Ungaliophiinae es una subfamilia de serpientes constrictoras de la familia Boidae que contiene dos géneros y tres especies.

## Especies
- Exiliboa:
  - Exiliboa placata (Bogert, 1968) o boa enana oaxaqueña
- Ungaliophis:
  - Ungaliophis continentalis (Müller, 1880) o boa enana chiapaneca
  - Ungaliophis panamensis (Shmidt, 1933) o boa enana de Panamá